# Георгий Хрисостому
Георгий (на гръцки: Γεώργιος, Георгиос) е гръцки духовник, митрополит на Китроска, Катеринска и Платамонска епархия от 2014 година.

## Биография
Роден е в 1964 година в Солун, Гърция, със светското име Георгиос Хрисостому (Γεώργιος Χρυσοστόμου). Завършва Богословския и Философския факултет на Солунския университет в 1986 и 1990 година. В 1989 година е ръкоположен за дякон и служи в храма „Свети Димитър“. В 1990 година е ръкоположен за свещеник и служи в „Свети Безсребреници“ до 1994 година. В 1994 година пак в Солунския университет получава докторска степен по византийска литература. Продължава обучението си във Франция и Италия. В 1995 година е прехвърлен в Берска, Негушка и Камбанийска епархия, където служи в „Свети Безсребреници“ в Бер и е секретар на митрополията до избирането му за китроски митрополит в 2014 година. Преподава в Духовната академия в Солун от 1995 година.